# Chiesa di Santa Maria e Santi Nazario e Celso
La chiesa di Santa Maria e Santi Nazario e Celso, detta anche chiesa di Santa Maria di Monte Oliveto, è la parrocchiale di Multedo, quartiere di Genova, in città metropolitana e arcidiocesi di Genova; fa parte del vicariato di Pegli.

## Storia
Già verso l'anno mille a Multedo esisteva una cappella dedicata ai santi Nazario e Celso e dipendente dalla pieve di Santa Maria Assunta di Pra'; tuttavia, la prima citazione che ne certifica l'esistenza è contenuta in un atto datato 18 marzo 1210.
Questa chiesetta passò nel 1485 ai Frati Minori Conventuali di San Francesco, che nel 1516 la cedettero ai Carmelitani.
In quello stesso anno iniziarono i lavori di costruzione della nuova chiesa, detta di Monte Oliveto; l'edificio, la cui realizzazione fu finanziata dalla famiglia Lomellini, venne portato a termine nel 1552 e il 12 luglio 1584 fu eretta a parrocchiale.
La consacrazione venne impartita il 6 luglio 1637 dal vescovo di Noli Angelo Mascardo e nel 1803 la parrocchia fu affidata al clero diocesano, dopo la rinunzia dei Carmelitani alla cura d'anime multedese.
In ossequio alle disposizioni postconciliari, nel 2000 si provvide ad aggiungere nel presbiterio il nuovo altare rivolto verso l'assemblea.

## Descrizione

### Esterno
La facciata a capanna della chiesa, rivolta a sudovest, è scandita sei lesene ioniche, sorreggenti il timpano triangolare in cui s'apre una finestra a mezzaluna, e presenta al centro il portale d'ingresso architravato e ai lati due nicchie ospitanti altrettante statue e due finestre.
Annesso alla parrocchiale è il campanile a pianta quadrata, la cui cella presenta su ogni lato una monofora affiancata da lesene ed è coperta dalla cupola, poggiante sul tamburo a base circolare e coronata dalla lanterna.

### Interno
L'interno dell'edificio è suddiviso da pilastri sorreggenti archi a tutto sesto in tre navate, di cui la centrale coperta da volta a botte e le laterali da volte a vela; al termine dell'aula si sviluppa il presbiterio, rialzato di alcuni gradini e chiuso dall'abside di forma semicircolare.
Qui sono conservate diverse opere di pregio, tra le quali la tavola con soggetto la Deposizione dalla Croce, eseguita nel 1527 da Pier Francesco Sacchi, tre dipinti raffiguranti rispettivamente Tutti i Santi, la Madonna col Bambino e i Santi Nazario e Celso, attribuiti a Bernardo Castello, la statua della Madonna col Bambino e due pale ritraenti l'Assunzione e il Crocifisso con Santi, realizzate da Antonio Semino nel 1585.